# Nueva Palestina, Jiquipilas
Nueva Palestina är en ort i Mexiko.   Den ligger i kommunen Jiquipilas och delstaten Chiapas, i den sydöstra delen av landet, 700 km sydost om huvudstaden Mexico City. Nueva Palestina ligger 599 meter över havet och antalet invånare är 1 116.
Terrängen runt Nueva Palestina är kuperad åt nordost, men åt sydväst är den platt. Runt Nueva Palestina är det ganska glesbefolkat, med 47 invånare per kvadratkilometer. I omgivningarna runt Nueva Palestina växer huvudsakligen savannskog.